# Boladé Apithy
Boladé Apithy (Digione, 21 agosto 1985) è uno schermidore francese, specializzato nella sciabola.

## Biografia
Ha vinto una medaglia di argento ai Campionato europeo di scherma 2008 di Kiev ed una di bronzo ai Campionato europeo di scherma 2009 di Plovdiv nella sciabola a squadre. Ai campionati di Lipsia del 2010 ha conquistato un'altra medaglia di bronzo, stavolta nella gara di sciabola individuale.

## Palmarès
- Giochi olimpici

Parigi 2024: bronzo nella sciabola a squadre.
- Europei

Kiev 2008: argento nella sciabola a squadre.
Plovdiv 2009: bronzo nella sciabola a squadre.
Lipsia 2010: bronzo nella sciabola individuale.
Sheffield 2011: argento nella sciabola individuale.
Legnano 2012: argento nella sciabola individuale.
Adalia 2022: bronzo nella sciabola individuale.